# جان غروندين
جان غروندين هو فيلسوف كندي، ولد في 1955.